# Bothynus tricornis
Bothynus tricornis är en skalbaggsart som beskrevs av Gilbert John Arrow 1937. Bothynus tricornis ingår i släktet Bothynus och familjen Dynastidae. Inga underarter finns listade.